# Oulad Ben Hammadi
Oulad Ben Hammadi (franska: Oulad Ben Hammadi (CR), Oulad Ben Hammadi (Commune Rurale), arabiska: مساعدة) är en kommun i Marocko.   Den ligger i provinsen Sidi Slimane och regionen Rabat-Salé-Kénitra, 100 km öster om huvudstaden Rabat. Antalet invånare är 12 100.